# 圣西普里安 (卢瓦尔省)
圣西普里安（法語：Saint-Cyprien，法語發音：[sɛ̃ sipʁijɛ̃] ⓘ）是法国卢瓦尔省的一个市镇，位于该省南部，属于蒙布里松区。

## 地理
圣西普里安（45°32'17"N, 4°14'11"E）面积7.28 平方千米，位于法国奥弗涅-罗讷-阿尔卑斯大区卢瓦尔省，该省份为法国中南部省份，北起顺时针与索恩-卢瓦尔省、罗讷省、伊泽尔省、阿尔代什省、上盧瓦爾省、多姆山省和阿列省接壤。
与圣西普里安接壤的市镇（或旧市镇、城区）包括：沃谢特、昂德雷济约-布泰翁、邦松、克兰蒂约、叙里勒孔塔勒。

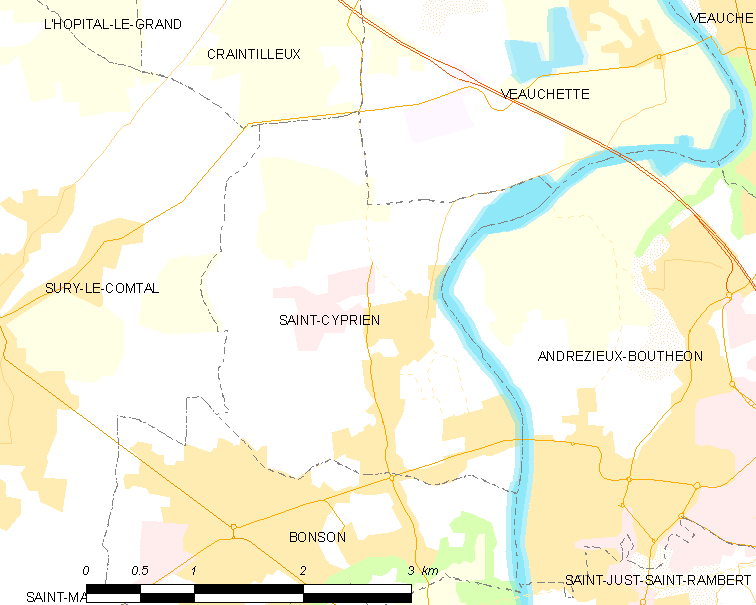
的OSM定位图

圣西普里安的时区为UTC+01:00、UTC+02:00（夏令时）。

## 行政
圣西普里安的邮政编码为42160，INSEE市镇编码为42211。

## 政治
圣西普里安所属的省级选区为圣瑞斯特-圣朗贝尔县。

## 人口

1962-2008年间人口变化图示

圣西普里安于2022年1月1日时的人口数量为2428人。